# The Crimes That Bind
Pour plus de détails, voir Fiche technique et Distribution.
The Crimes That Bind (祈りの幕が下りる時, Inori no Maku ga Oriru Toki, « Quand le rideau de la prière descend ») est un film à suspense japonais réalisé par Katsuo Fukuzawa, sorti en 2018. Il s'agit de l'adaptation du roman Inori no Maku ga Oriru Toki (ja) de Keigo Higashino, publié en septembre 2013.
Il est premier du box-office japonais lors de son premier week-end.

## Synopsis
Michiko Oshitani, résidente de la préfecture de Shiga, est retrouvée morte étranglée dans un appartement de Tokyo. Mutsuo Koshikawa, le propriétaire de l'appartement est porté disparu. Les inspecteurs Yuhei Matsumiya (Junpei Mizobata) et son cousin Kyoichiro Kaga (Hiroshi Abe) ont des difficultés à résoudre cette affaire et ne parviennent pas à trouver de lien entre Michiko Oshitani et Mutsuo Koshikawa.
Ils découvrent bientôt que Michiko Oshitani s'était rendue à Tokyo pour voir Hiromi Asai (Nanako Matsushima), une ancienne camarade de classe. Mais il n'y a aucun lien entre cette-dernière et Mutsuo Koshikawa. L'inspecteur Yuhei Matsumiya découvre près du corps de Michiko Oshitani quelque chose portant le nom de douze ponts du quartier de Nihonbashi. L'inspecteur Kyoichiro Kaga est interpellé après cette découverte car il y a un lien avec sa défunte mère.

## Fiche technique
Sauf indication contraire, les informations mentionnées dans cette section peuvent être confirmées par la base de données cinématographiques IMDb,  présente dans la section « Liens externes ».
- Titre original : 祈りの幕が下りる時
- Titre anglophone : The Crimes That Bind
- Réalisation : Katsuo Fukuzawa
- Scénario : Jeong-mi Lee, d'après le roman Inori no Maku ga Oriru Toki (ja) de Keigo Higashino
- Musique : Yūgo Kanno
- Décors : Takanori Ônishi
- Photographie : Masahiro Suda
- Costumes : Masashi Asahara
- Production : Kazufumi Fujii, Hidenori Iyoda et Ryutaro Kawashima
- Sociétés de production : Chubu-nippon Broadcasting Company, Dentsu, Hokkaido Broadcasting Company, Kōdansha, MacLotus, Mainichi Broadcasting System, Mainichi Shimbun, Pivot Plus Music, Pony Canyon, RKB Mainichi Broadcasting, Shigeta Office, TBS Radio, Tōhō Company, Tohoku Broadcasting et Tokyo Broadcasting System
- Société de distribution : Tōhō
- Pays de production :  Japon
- Langue originale : japonais
- Format : couleur
- Genre : thriller
- Durée : 119 minutes
- Date de sortie : Japon : 27 janvier 2018

## Distribution
- Hiroshi Abe : Kyoichiro Kaga
- Nanako Matsushima : Hiromi Asai
- Junpei Mizobata : Yuhei Matsumiya
- Rena Tanaka : Tokiko Kanamori
- Tsutomu Yamazaki : Takamasa Kaga
- Ran Ito (en) : Yuriko Tajima

## Production
Le tournage a lieu du 9 juin au 25 juillet 2017[réf. nécessaire].